# Marcellina
Marcellina es una localidad italiana de la provincia de Roma, región de Lacio, con 6.924 habitantes.

## Evolución demográfica
| Gráfica de evolución demográfica de Marcellina entre 1861 y 2021 |
|                                                                  |
| Fuente ISTAT - elaboración gráfica de Wikipedia                  |